# Австралийская литература
Австралийская литература (англ. Australian Literature) — англоязычная литература, которая создавалась и создается на территории Австралии.

## История
Более 200 лет истории австралийской литературы принято подразделять на три периода её развития:
- Колониальная, или англо-австралийская эпоха (1788—1880);
- Национальная эпоха (1880—1920);
- Современная эпоха (1920 — по настоящее время).

### Колониальная эпоха (1788—1880)
Первыми литературными памятниками Австралии стали мемуары и путевые заметки Джона Уайта (1756—1832), Уоткина Тенча (1758—1833) и Дэвида Коллинза (1756—1810), которые были офицерами первого конвоя кораблей, основавшего в 1788 году колонию каторжан Сидней. Джон Таккер в своих романах живописал тяжелую жизнь каторжан: романы «Квинтус Сервинтон», «Генри Сейвери», «Приключения Ральфа Решле».
Первые поэтические произведения, написанные на австралийском континенте, были по жанру балладами. Они развивали традицию английских и ирландских баллад того времени. Главной темой первых баллад было упоение свободной жизнью беглецов-каторжан и так называемых буш-рейнджеров (благородных разбойников). Чёрный юмор и сарказм этих произведений колебали моральные устои колониального общества. Колониальная лирика первых 50 лет почти неизменно ориентировалась на темы и стили классицистической эпохи Англии. Первыми лириками были Чарльз Томпсон (1806—1883) и Чарльз Вентворт (1790—1872). Позже появились темы строгой, опасной для человека природы и её экзотики.
Выдающимся поэтом этого периода был Чарльз Гарпур (1813—1868). Поэзия Гарпура, потомка ирландских каторжан, полна тираноборскими мотивами, близкими к творчеству Джона Мильтона и раннего Вордсворта. Особое значение имеет его пейзажная лирика. При жизни Гарпур опубликовал лишь небольшую долю своего наследия.
Для поэзии другого выдающегося поэта Генри Кендалла (1839—1882) характерна интерпретация топографически-геологических феноменов внешнего мира как символического отражения его душевных настроений. Пейзажи Кендалла наделены философским, порой мистическим смыслом. Он пытался выразить таким образом определённую дисгармонию своего внутреннего мира, горечь разочарования, которую познал в поисках прекрасной утопии. Самые интересные его сборники: «Горы», «В Перу», «Лейчгардт».

### Национальная эпоха (1880—1920)
Национальную эпоху австралийской литературы открыл еженедельник «Бюллетень» (англ. The Bulletin), который основали Жюль Франсуа Арчибальд и Джон Хайнс. Программными принципами этого журнала были социальная ангажированность, радикально-демократическое направление, интерес к жизни простых рабочих, отвержение английского влияния на австралийскую литературу. Типичными темами журнала были жизнь в австралийском буше, сельские идеалы, а также воспевание мужской дружбы и мужественности, равенства простых людей. Благодаря «Бюллетеню» приобрели популярность такие поэты, как Эндрю Бартон Паттерсон, псевдоним Банджо (1864—1941) со своими балладами об австралийском буше, Чарльз Бреннан и Дж. Нилсон, которые больше ориентировались на английский и французский эстетизм и символизм.
Образцом гражданской лирики может служить поэзия Генри Лоусона (1867—1922). Стихи написаны в ритме маршевых песен с характерным революционным пафосом и социальным оптимизмом. Определённая декларативность его стихов сочетается с революционным настроем и национально-патриотическими мотивами.

### Современная эпоха (1920 — по настоящее время)
С начала 1920-х годов австралийская литература становилась все более открытой к европейским и американским литературным течениям. Особенно большую роль в перенятии новых течений и направлений сыграли литературные журналы Австралии, такие как «Видение» (англ. Vision, с 1923), «Meanjin Papers» (с 1940), «Angry Penguins» (1940—1946).
С Рекса Ингамеллса началось движение переоценки культуры австралийских аборигенов и поиска самостоятельного голоса австралийской литературы.
В лирике стремление к открытости сказалось на творчестве таких поэтов, как К. Маккензи, Джеймс Маколи, Алек Дервент Хоуп, для которых характерны конкретно-чувственные стихи о явлениях реального мира. Джудит Райт, Франсис Уэбб и Брюс Дэйв тяготели к пейзажно-символической лирике и личностной поэзии. Розмари Добсон и Р. Д. Фицджеральд обращались в поэзии к исторической тематике.
В 50-е годы появилась так называемая поэтическая школа Мельбурнского университета (англ. Melbourne University Poets), главными представителями которой были Винсент Баккли, Рональд Симпсон, Крис Уоллес-Крэбб, Ивэн Джонс, Ноэль Макейнш, Андрю Тейлор. Представители этой школы предпочитали сложные формы и интеллектуальные аллюзии. Австралийская поэзия начала XXI века представлена творчеством Лесли Лебковиц.
Австралийский роман XX века испытал влияние философских и литературных течений Европы и США. Важными темами романов были психологическое описания внутреннего мира человека, исследование истоков австралийского общества. Типичным для 20-х годов был роман Г. Ричардсона «Судьба Ричарда Махоуни», в котором интерес к прошлому сочетался с темой душевного одиночества. Подобные тенденции заметны и в произведениях других прозаиков: М. Бойд, Брайан Пентон, Марджори Бернард, Флора Элдершоу.
Социально-критические темы, в частности тема жизни в пригородах, интересовали таких романистов, как Катарина Причард, Фрэнк Дэлби Дэвидсон, Леонард Манн, Фрэнк Харди. Сатирическое освещение социальных проблем характерно для произведений Х. Герберта, Самнера Лока Эллиотта, К. Маккензи.
В 1973 году Нобелевской премией по литературе был отмечен прозаик Патрик Уайт. Близкими к нему по австралийскому контексту и стилистике были произведения Р. Шоу, Кристофера Коха, Гэйла Портера.
Австралийские рассказы претерпели новый расцвет в 40-е годы XX века. Для австралийского рассказа этого периода характерно влияние стилистики Джеймса Джойса, Эрнеста Хемингуэя и Джона Дос Пассоса. Важными для развития жанра рассказа были ежегодные антологии From Coast to Coast, которые издавал Уэйнс Палмер. Важнейшие авторы рассказов: Тиа Эстли, Мюррей Бэйл, Марджори Бернард, Гэвин Кесси, Питер Кован, Фрэнк Моргауз, Уэйнс Палмер, Гэйл Портер, Кристина Стид и другие.
Самостоятельная австралийская драма развилась лишь в эпоху модерна. Важные теоретические и практические импульсы развитию драмы дал Луис Эссон (1879—1943). Значимые драматурги Австралии: Катарина Причард (прежде политическая драма), Уэйн Палмер («Черный конь», 1924), Бетти Роланд, Генриетта Дрейк-Брокман, Дэвид Уильямс, Александр Бузо, Джон Ромериль, Дороти Хьюитт, Ален Сеймур, Питер Кенна, Том Хангерфорд, Томас Шепкотт.